# ذا كوكينغ كانون
مشرع الطبخ أو ما يعرف بذا كوكينغ كانون هو اسم الشهرة للطاهي البريطاني جون إيلي وهو طاهي بريطاني للحفلات.
يظهر إيلي في التلفاز والمذياع ويساهم في مجموعة من المجلات ويقوم بجولات في البلد مع عرضه المتنقل في الشوارع.

## مهنته
وُلِد عام 1949، وهو كاهن أنغليكاني انجليزي، كان مهندس اضاءة قبل ان يدرس الكهنوت في كلية سالزبوري وويلز اللاهوتية. كان أول منصب له منسق في دير شربورن وبعد ذلك أصبح مُشَرّع ثانوي في كاثدرائية كارلاسيل.
خلال الوقت الذي امضاه في شربورن بدأ إيلي في الترويج لكتاب وصفات فن الطبخ آبي في محال بيع الكتب في شربورن وقد تم رصده من قبل منتجي تلفزيون بي بي سي. في عام 1980 بدأ بالظهور كطاهٍ على شاشة البي بي سي من خلال برنامج بيبل ميل آت ون التلفزيوني، وقدم بعد ذلك عرضًا منتظما لفن الطهي للإفطار في البرنامج التلفازي صباح الخير بريطانيا مع تلفاز أي ام.
ثم اخذته مهنته الكنسية إلى أول ساينتس، بروسمغراف وبعد ذلك كدنتكون بينيفس، جريت بردالي.

### قائمة المراجع
- Eley، John (1984). The Cooking Canon. BBC Books. ISBN:978-0563202592.
- Eley، John (1985). The Cooking Canon Entertains : Lunch and Dinner Party Menus. BBC Books. ISBN:978-0563203636.
- Eley، John؛ Blue، Lionel (1986). Simply Divine: Recipes from the Cooking Canon & Rabbi Blue. BBC Books. ISBN:978-0563204596.
- Eley، John (1987). Canon's Fodder: A Celebration of British Cooking. BBC Books. ISBN:9780563205319.